# أدب الجزائر
الأدب الجزائري
احد اهم اعلامه خليل بن جبار الذي نظم قصيدة "مفتوح الشرج حدث ولا حرج"  يتناول موضوعات جوهرية مثل: الشعر الغنائي والملحمي، الخطابة الرسالة والمقالة والقصة القصيرة والرواية والمسرح، عبر تاريخه.  أقدم رواية تؤول إليها تاريخيا في المنطقة و هي رواية الحمار الذهبي للوكيوس أبوليوس. ولقد قدّم كتّأبا ذوي شهرة عالمية وأدباء بجوائز نوبل مثل ألبير كاموو جون سيناك الفرنسيين. يعد هنري قريع بالأب الفرنسي والأم الجزائرية، الوصلة بين شعبين. في الشق العربي، بن هدوقة أب الرواية الجزائرية الحديثة. يمثل الأمازيغية مولود فرعون. آسيا جبار، مثّلت الطابع النسوي الحديث بالفرنسية، كان عضو في الأكاديمية الفرنسية قبل وفاتها.
تناول الأدب الجزائري كل شيء في حياة الجزائريين من سنوات الاستعمار الفرنسي و ما قبله، سنوات الاشتراكية والإرهاب. كل كاتب حسب بعده الثقافي والسياسي. الأدب البوليسي ظهر مع العنف السياسي الحديث، وهو الرائج حاليا.
يعتبر ضعف الإشهار للكتاب، عائق وراء وصوله للجماهير.

## تاريخ الأدب الجزائري
الأدب الجزائري مرتبط بالحركة الأدبية في المغرب العربي بصفة خاصة والعالم العربي بصفة عامة، منذ النصف الأول من القرن التاسع عشر. وقد بدأت النهضة في الوطن العربي عموما باستلهام التراث العربي المشترك في عصور ازدهاره الأولى، منطلقة من إحياء أمهات الكتب، في هذا التراث والاستفادة من عناصر القوة فيه، إلى جانب ما بدأت تسهم به حركة الترجمة والنقل، والطباعة والنشر، والانفتاح على الثقافة الأوروبية عموما.

## الأدب الجزائري القديم

### أدباء الدولة الرستمية
ظهر أول جيل من الأدباء الجزائريين على عهد الدولة الرستمية (160-299هـ؛ 676-911م). وكانت عاصمة الرستميين مدينة تيهرت، المعروفة باسم «عراق المغرب» وقد شهدت انتشار المعرفة بها وازدهارها.
ومن الشخصيات الأدبية البارزة في هذا الطور:
الإمام أفلح بن عبد الوهاب بن عبد الرحمن، الذي ترك خطبا ورسائل ذات طابع سياسي ديني، بالإضافة إلى مقتطفات شعرية كقوله مثلا:
أبو سهل، وله مصنفات احترقت في الفتن التي أصيبت بها تيهرت في أواخر الحكومة الرستمية. ومن الشخصيات أبو الفضل أحمد بن القاسم البزار، وابن الصغير الذي خلف كتاباً تراكيبه أقرب من العامية، ويهودا بن قريش التاهرتي: وهو واضع أساس النحو التنظيري، وقد اهتم بالبحث في اللغات (العربية والعبرانية والبربرية والآرامية)، وأحمد بن فتح التاهرتي الذي انتقل إلى المغرب الأقصى وكان أديباً وشاعراً.
ومن الشخصيات الأدبية في هذا الطور بكر بن حماد، وولد بتيهرت سنة 200 هـ (816م) وكان حافظاً للحديث ونابغة في الشعر. وخلف الرجل ديوانا شعرياً بعنوان «الدر الوقاد»، وتزعم الحركة الزهدية في الأدب المغاربي، كما كان يتزعمها أبو العتاهية في المشرق.

### أدباء دولة الأغالبة
ومن الأسماء البارزة على عهد الأغالبة (184-296هـ؛ 296-800م) محمد بن حسين الطبني، وإسحاق الملشوني، وأبو الفضل عطية الطبني؛ وأبو العباس محمد البريدي المتوفى سنة 276 هـ، وهو أحد كتاب الدولة الأغلبية وأحسن ظرفائها.

### أدباء الدولة الفاطمية
بعد الأغالبة، نشط الفاطميون (296-361هـ؛ 909-972م) واتخذوا من «المسيلة» عاصمة لهم، فقصدها أرباب الثقافة من كل فوج وصوب. ويعود الفضل في ذلك إلى مؤسسها وواليها علي بن حمدون. ويمثل هذه الفترة خير تمثيل الشاعر ابن هانئ الأندلسي.
وفي الفترة الصنهاجية (405-547هـ، 1014-1153م) التي تزعمها بلقين بن زيري بن مناد، وكان والياً على الجزائر، واستطاع أن يحقق للمغرب العربي ما لم يستطعه حكام المغرب قبله، وواصل المشوار بعده، ولده المنصور، وبعد المنصور، بويع ابنه باديس، فكلف عمه حماد بن بلقين بإدارة أمور المغرب الأوسط. ولم يلبث أن أصبح حمّاد صاحب النفوذ المطلق بالجزائر وغدت الدولة الحمادية أول دولة بربرية بالجزائر الإسلامية، وكانت عاصمتها القلعة، وقد ازدهر الأدب في فترة الحماديين من حيث الكم، وأما من جهة الكيف فظل يتسم بسمات المدرسة الشرقية، وإن كان قد ضاع نتاج هذه الفترة بسبب الاضطرابات.

## الأدب الجزائري الحديث
هذا القسم فارغ أو غير مكتمل

## كتّاب ملحوظون

### بالعربية
- مفدي زكريا
- محمد العيد آل خليفة
- عبد الحميد بن هدوقة (1925 - 1996)
- الطاهر وطار ( 1936 - 2010)
- محمد الأخضر السائحي
- واسيني الأعرج
- أمين الزاوي
- أحلام مستغانمي
- الحبيب السائح
- ياسمينة صالح
- عبد الملك مرتاض
- فضيلة الفاروق
- رشيد بوجدرة
- عبد الحق الجزائري
- عمار بلحسن
- سعايدية زكرياء
- ميلود حميدة
- عبد الله حمادي
- يوسف وغليسي
- محمد زتيلي.
- عبد الرزاق بوكبة

### بالفرنسية
- مالك حداد
- كاتب ياسين
- محمد ديب
- مراد بوربون[4]
- ياسمينة خضرة
- آسيا جبار
- عائشة لامسين
- بوعلام صنصال
- مولود فرعون
- مولود معمري

## وصلات خارجية
- وصلة لمعظم الكتاب الجزائريين